# Cratere Don Quixote
Don Quixote  è un cratere sulla superficie di Eros.